# Vu (roman)
Pour les articles homonymes, voir Vu.
Vu est le premier roman de Serge Joncour, publié en septembre 1998 aux Éditions Le Dilettante (et sorti en édition livre de poche chez Gallimard dans la collection Folio en février 2000).

## Récompense
Il a obtenu le Prix Jean-Freustié en 1999,.

## Trame du roman
Un Boeing vient s'écraser en campagne profonde, tout près d'une famille d'agriculteurs ; la presse et les médias accourent…

### Extrait: incipit
« Pour avoir les dents du bonheur, on se passait des lames de couteau entre les dents, convaincus qu'en les écartant un peu, on passerait nous aussi pour des heureux. »

— Incipit, Éditions Gallimard, collection Folio, 2000, p. 11.

## Thèmes récurrents
Dans la suite de son œuvre, Serge Joncour traitera à nouveau deux grands thèmes de ce premier roman.

### Les médias
De façon cocasse encore, l'emballement médiatique et le pouvoir des médias seront explorés dans son roman L'Idole en 2004.
Quant à son roman Que la paix soit avec vous (2008), c'est à la télévision qu'il s'intéresse, le personnage principal passant ses journées devant son écran,.

### La vie rurale
La campagne et les agriculteurs se retrouvent dans deux autres romans, Bol d'air (2011) et L'Amour sans le faire (2012) : pour ces deux œuvres, un homme retourne dans sa campagne natale, passer un séjour chez ses parents agriculteurs, après plusieurs années de vie citadine.